# Janicsek Andor
Janicsek Andor (Kurima, Sáros vármegye, 1857. július 4.–Budapest, 1926. március 4.), Budapest tűzoltó-főparancsnoka, a Magyar tűzoltótisztek Egyesületének az elnöke, okleveles mérnök. Kitüntették a koronás aranyérdemkereszttel és a királyi tűzoltó éremmel.

## Élete
Apja Janicsek János, anyja Dzubay Zsuzsanna (1826–1904) volt. Műegyetemi hallgató korában lett tagja a budapesti önkéntes tűzoltóságnak. Az 1879-es nagy szegedi árvíz alkalmával a budapesti mentőcsapat tagjaként elismerésben részesült. A fővárosi hívatásos tűzoltóság kötelékébe 1886 január 31-én lépett. A házfelügyelői állást töltötte be a rátermett önkéntes szakaszparancsnok. 1906-ban Budapestet képviselte a milánói tűzoltó-kongresszuson; az olasz országos tűzoltó szövetség tiszteletbeli tagjává választották. 1910-ben a házfelügyelői állást parancsnoki állássá szervezték át és amikor 1912-ben Scserbovszky Szaniszló főparancsnok nyugalomba vonult, helyébe a székesfőváros tanácsa Janicsek Andort állította. Tíz éven át viselte ezt a tisztet és tevékeny részt vett a Budapest tűzoltóság átszervezésében és modem tűzoltóeszközökkel való felszerelésesében. A műegyetemet végzett Janicsek főleg műszaki vonatkozású szakcikkekkel jeleskedett a Tűzrendészeti Közlöny hasábjain. Irt a vészkijáratokról, a vegyészeti gyárak -továbbá a petróleum gyárak tűzrendészetéről, a Kőnig-féle füstsisak és a Miller-féle füstálarc szerelési szabályzatáról csakúgy mint a benzin üzemű autómobil kezelésére és jó-karbantartására vonatkozó tudnivalókról, de beszámolt külföldön szerzett tapasztalatairól is („Külföldi őrségek elhelyezése és berendezése", „Külföldi készenléti szerek" „Külföldi színházak".) 1920 november 6-án Budapesten, az új alapszabály elfogadása után megejtett választás során alelnök lett Janicsek Andor budapesti hivatásos tűzoltó főparancsnok (és dr. Marinovich Imre h. államtitkár). Nem sokáig volt alelnök, mert 1922-ben nyugalomba ment és akkor a helyébe a főparancsnoki posztra került.

## Házasságai és leszármazottja
1892. október 17-én a budapesti belvárosi plébánián feleségül vette a jómódú pesti nagypolgári származású Rupp Eugénia Irén Valéria (Pest, 1870. május 1.–Budapest, 1895. november 11.) kisasszonyt, akinek a szülei Rupp Ignác (1835–1876), termény nagykereskedő, bérház tulajdonos, valamint az előkelő polgári Prückler családból való Prückler Teréz (1845–1887) voltak. Az anyai nagyszülei Prückler Ignác (1809–1876) fűszerkereskedő, pezsgőgyáros, pesti választott polgár, a magyar kereskedelmi bank, az osztrák nemzeti bank, az első hazai takarékpénztár valamint az első magyar általános biztosító társulat igazgató tanácsosa, Budapest fővárosi bizottsági tag, bérpalota-tulajdonos, a "Prückler Ignácz Magyarország első rum-, likőr- és pezsgőgyára" alapítója és tulajdonosa, az iparegyesületnek ezüst érdempénzes koszorúsa, valamint Wagner Alojzia (1813–1883) voltak. Janicsek Andorné Rupp Eugéniának az egyik leánytestvére Rupp Irén (1873–1945), akinek a férje dr. Temple Rezső (1874–1945) ügyvéd, belügyminisztériumi államtitkár, országgyűlési képviselő, tartalékos hadnagy, a Ferenc József-rend lovagja volt. Janicsek Andor és Rupp Eugénia házasságkötésénél az esküvői tanúk Janicsek József kúriai bíró és a menyasszonynak az elsőfokú unokatestvére Prückler László pezsgőgyáros voltak. Janicsek Andor és Rupp Eugénia frigyéből született:
- Janicsek Jolán Irén Eugénia (Budapest, 1895. október 27.).[10] Férje: Schuster Árpád Károly Antal (Érsekújvár, 1877. december 17.), MÁV felügyelő.[11]

Felesége halála után 1898. június 11-én Budapesten, feleségül vette Goczigh Stefánia Ida Annát (Temesvár, 1863. július 22.–Budapest, 1932. február 18.), Goczigh Ignác (1812–1890), hites ügyvéd, királyi pénzügyi tanácsos, és Schnirch Franciska (1824–1877) lányát, akitől nem született gyermeke. Janicsek Andorné Goczigh Stefániának az anyai nagybátyja Schnirch Emil (1822–1884), magyar orvos, királyi tanácsos, Borsod megye főorvosa, később a Nagyszebeni Királyi Elmegyógyintézet első igazgatója, a Budapest–Lipótmezei Magyar Királyi Országos Tébolyda (később: Országos Pszichiátriai és Neurológiai Intézet) első igazgatója.